# بوكاتشاتشا (سيتا)
بوكاتشاتشا (بالروسية: Букачача) هي مدينة في مقاطعة زابايكالسكي كراي في روسيا.